# Callino
Callino (in greco antico: Καλλῖνος?, Kallînos; Efeso, ... – ...; fl. VII secolo a.C.) è stato un poeta greco antico.

## Biografia e opere
Originario di Efeso in Asia Minore, visse nel VII secolo a.C., periodo in cui, come egli stesso ci informa, la sua città era sotto la minaccia di popoli provenienti dalla Tracia, i Cimmeri e i Treri. Secondo Strabone e Clemente Alessandrino, visse prima del poeta Archiloco: entrambi gli autori ricordano un passo di Callino nel quale il poeta parlava della città di Magnesia come ancora ricca e vittoriosa nella guerra contro Efeso e lo mettono a confronto con uno di Archiloco, nel quale Magnesia era già caduta in rovina. Forse le continue guerre cui Callino assistette spiegano anche il carattere guerresco dei suoi versi. Della sua vita non si sa null'altro.
Scrisse versi elegiaci e, secondo una testimonianza attribuita ad Aristotele, fu il primo a comporre poesie elegiache; alcuni grammatici latini lo ritenevano inoltre l'inventore del pentametro. Della sua produzione poetica rimangono ventun versi appartenenti ad un'elegia e altri tre frammenti, oltre ad alcune testimonianze di autori antichi. Nell'elegia Callino biasima i giovani che non contribuiscono alla difesa dai nemici e cercano invece riparo nelle case, esortandoli ad aspirare alla fama che una morte gloriosa in battaglia procura e a rinunciare alla viltà della fuga; la sua dunque, come quella di Tirteo, è un'elegia di tipo parenetico, ossia esortativa. Forse l'elegia fu cantata ad un simposio e non era molto lunga: in questo caso, il frammento avrebbe conservato buona parte del testo originario.
Secondo Strabone, scrisse un'opera sui Teucri, andata perduta, mentre Pausania ricorda che Callino riteneva che Omero fosse l'autore del poema epico Tebaide, anch'esso perduto.
La sua poesia riprende in modo evidente l'epos omerico, a cui è vicino in termini cronologici e di cui condivide l'etica. Callino si differenzia da Omero principalmente per il fatto che i suoi personaggi combattono e muoiono per la patria e per la famiglia, anziché per la gloria personale come in Omero.